# Dick Lukkien
Dick Lukkien (Winschoten, 28 maart 1972) is een Nederlands voetbaltrainer. Sinds 2023 is hij hoofdtrainer van FC Groningen.

## Clubcarrière
Lukkien ging naar de mavo, havo en vwo op de Winkler Prins. Hij kwam als speler van 1991 tot 1996 uit voor BV Veendam. Hij speelde in totaal negentig wedstrijden waarin hij een keer het net wist te vinden. Hierna keerde Lukkien terug naar de amateurs en speelde hij achtereenvolgens bij SVBO, VV Appingedam, VV Veendam 1894 en VV HSC.

## Trainerscarrière

### BV Veendam en FC Groningen
Lukkien was acht jaar lang assistent-trainer bij BV Veendam, waarin hij meer dan honderd wedstrijden Joop Gall assisteerde. Hij was ook nog een seizoen assistent van Jan Korte.
In 2010 ging Lukkien voor het eerst aan de slag als hoofdtrainer. Hij trainde drie seizoenen de beloftes van FC Groningen. Hij nam het hoogste trainersdiploma in ontvangst op 17 februari 2010.
In juli 2011 werd Lukkien assistent-trainer bij FC Groningen. Hij assisteerde in een periode van vijf jaar  Pieter Huistra, Robert Maaskant en Erwin van de Looi. Ondanks interesse van FC Emmen, verlengde Lukkien in februari 2015 zijn aflopende contract bij FC Groningen tot medio 2018.

### FC Emmen
Op 14 maart 2016 werd via de officiële kanalen bekendgemaakt dat Lukkien de komende twee seizoenen aan de slag zou gaan als hoofdtrainer van FC Emmen. Op 15 maart 2018 wist hij de Bronzen stier te winnen als prijs voor de beste trainer van de derde periode in het seizoen 2017/18.
Op 20 mei 2018 wist Lukkien met zijn ploeg na play-offs voor het eerst in de clubhistorie promotie naar de Eredivisie af te dwingen. Sparta werd in de beslissende uitwedstrijd op Het Kasteel met 3-1 verslagen. FC Emmen wist zich het volgende seizoen onder Lukkien te handhaven in de Eredivisie. In april 2020 verlengde Lukkien zijn contract voor drie seizoenen bij FC Emmen.
Op 20 mei 2021 degradeerde hij met FC Emmen uit de Eredivisie nadat het werd uitgeschakeld door NAC Breda in de halve finales play-offs na strafschoppen. Het volgende seizoen mocht hij aanblijven als hoofdtrainer en wist hij op 15 april 2022 tegen FC Dordrecht, drie wedstrijden voor het einde van het seizoen, opnieuw promotie naar de Eredivisie af te dwingen. Twee weken later werd de ploeg tevens kampioen van de Keuken Kampioen Divisie, op bezoek bij FC Eindhoven. Op 11 juni 2023 degradeerde Lukkien opnieuw met FC Emmen; Almere City FC was in de finale van de play-offs te sterk voor de Drentse ploeg. 

### FC Groningen
Op 19 maart 2023 werd bekendgemaakt dat Lukkien, na zijn in de zomer aflopende contract bij FC Emmen, is aangesteld als hoofdtrainer van FC Groningen. Onder zijn leiding kende het team een moeizame start, maar door een overwinning op directe concurrent Roda JC tijdens de laatste speelronde stelde Groningen promotie naar de Eredivisie veilig. Na afloop van het seizoen werd hij verkozen tot beste trainer van de eerste divisie.

## Erelijst
Als assistent-trainer
| KNVB beker                        | 1x | 2014/15                    |
| Promotie Eredivisie via 2e plaats | 1x | 2023/24 (als hoofdtrainer) |

Als trainer
| Eerste divisie                   | 1x | 2021/22 |
| Promotie Eredivisie na play-offs | 1x | 2017/18 |

1 Hoekstra ·
2 Soares ·
3 Vos ·
4 Te Wierik  ·
5 Geypens ·
6 Mulder ·
7 Rhein ·
8 Bakir ·
10 Hawkins ·
11 Landu ·
12 Quispel ·
14 Van Manen ·
16 Ten Brinke ·
16 Norder ·
16 Wanki ·
17 Hekkert ·
18 Evina ·
20 Kade ·
21 Nunumete ·
22 Martin ·
23 Hammouti ·
24 Nsona ·
26 Wagner ·
27 Schouten ·
28 Jalving ·
34 Bolk ·
38 Unbehaun ·
46 Eduardo ·
Coach: Arts
· Assistent-coach: Hegeman
· Assistent-coach: Van der Linden
· Keeperstrainer: Sulmann